# Спаладиум Арена
«Спаладиум Арена» (англ. Spaladium Arena) — крытая спортивная арена в городе Сплит, Хорватия. Построена в декабре 2008 года для проведения игр чемпионата мира по гандболу 2009 года.

## Информация
«Спаладиум Арена» была построена в 2008 году. Имеет большой и малый залы для проведения различных мероприятий.
Большая арена имеет площадь 28 500 квадратных метров, вместимость варьируется от 10 931 до 12 339 мест. В основном используется для проведения гандбольных и баскетбольных матчей, также здесь проводятся концерты и боксерские поединки.
Малая арена, площадью 4100 квадратных метров на 150 мест, предназначена для занятия различными видами спорта и для подготовки, обучения и т.д. Размеры 40 х 20 м.

## Соревнования
- 2009 — чемпионат мира по гандболу среди мужчин (16 января — 1 февраля)
- 2012 — чемпионат Европы по мини-футболу (31 января — 11 февраля)
- 2018 — чемпионат Европы по гандболу среди мужчин (12—28 января)

## Домашняя команда
«Спаладиум Арена» является домашней для баскетбольного клуба «Сплит».